# کتابخانه فاطمه‌ها
کتابخانه فاطمه‌ها (به انگلیسی: FATEMEHA Library) یک نهاد فرهنگی است با ساختار اداری مستقل که اعضای هیئت امنای آن جوانان علاقه‌مند و توانا در امر کتاب و کتابخوانی است. این کتابخانه مردمی در روستای دهکهان از توابع کهنوج کرمان قرار دارد.

## تاریخچه
این کتابخانه ۱ تیر ۱۳۸۹ توسط سه دختر ده ساله افتتاح شد و به همین دلیل کوچکترین کتابخانه کشور لقب‌گرفت. این کتابخانه به خاطر اینکه ۳ عضو دارد و هر سه عضو آن فاطمه نام دارد،‌کتابخانه فاطمه‌ها نام گرفته است.
ساختمان کتابخانه که اتاقی گلی و سقفی چوبی در ابعاد سه در چهار است مکانی زیبا و پر از عشق است که ازطرف فرزاد میرشکاری به فاطمه‌ها جهت راه اندازی‌کتابخانه‌شان واگذار گردید و با چیدن چهل جلد کتاب در قفسه‌ای زنگ زده در این اتاق به‌طور رسمی‌کار خود را شروع کرد. در طول سال های بعد این کتابخانه به یک کانون فرهنگی و هنری تبدیل شد و تا امروز ۶۶۰ عضو دارد.
با توجه به نیازهای جامعه ایران برای گسترش فرهنگ خواندن به قصد تعمیق دانش و بینش، نقش سازمان‌های غیردولتی و نهادهای مدنی در این زمینه مهم و تأثیرگذار است.

## اهداف
کتابخانه فاطمه‌ها هدف اصلی خود را گسترش فرهنگ خواندن (خواندن، دیدن، شنیدن، لمس کردن) بین گروه‌های سنی کودک و نوجوان و تربیت کتابداران و مروجان به قصد ترویج خواندن، ایجاد و راه اندازی حرکت‌های خود جوش توسط افراد بومی جهت احداث کتابخانه در همه روستاهای کشور می‌داند.
1. ایجاد زمینه‌های علاقه‌مند کردن کودکان، نوجوانان، والدین و مربیان به مطالعه.
2. تربیت کتابدار و تقویت نیروی کاردان برای اشاعه فرهنگ کتابخوانی.
3. ایجاد کتابخانه و مرکز اطلاع‌رسانی خود جوش برای ترویج خواندن در روستاهای کشور.
4. ارتباط با دانش آموزان و معلمان در جهت رشد فرهنگ کتابخوانی.
5. برگزاری کارگاه‌های ترویج خواندن برای والدین، مربیان، معلمان و علاقه مندان به فعالیت‌های فرهنگی.
6. مشاوره در زمینه تأسیس، سازماندهی و توسعه کتابخانه‌های کودک و نوجوان و کانون‌های فرهنگی به دست نیروهای بومی به ویژه در روستاهای مناطق محروم کشور.
7. جمع‌آوری کتابهای مناسب و منابع مربوط به خواندن، از همه نهادهای دولتی و غیردولتی مربوط به کتاب و کتابخوانی و خیرین و…، سازماندهی و ارسال آن‌ها به شعبه‌های کتابخانه فاطمه‌ها در روستاهای سراسر کشور.

## فعالیت‌ها
فعالیت‌های کتابخانه فاطمه‌ها در سطح روستاهای منطقه رودبار زمین، استانی، کشوری، منطقه‌ای و جهانی برنامه‌ریزی شده‌است.
کتابخانه فاطمه‌ها برای بهبود فعالیت‌های خود، تجربه‌های مشابه جهانی را مد نظر قرار می‌دهد و در صورت لزوم در طرح‌های فرا ملی در این زمینه موضوعی شرکت خواهد کرد.
1. گرد آوری بیش از دو هزار کتاب و منابع مربوط به خواندن از مردم سراسر کشور.
2. جذب و سازماندهی نیروهای فعال و علاقه‌مند به کارهای فرهنگی در روستاهای محروم جنوب استان کرمان برای راه اندازی و اداره کتابخانه‌ای نظیر کتابخانه فاطمه‌ها.
3. راه اندازی سایت رسمی کتابخانه فاطمه‌ها جهت اطلاع‌رسانی اخبار و فعالیت‌های شعبه‌های کتابخانه فاطمه‌ها در روستاهای سراسر کشور.
4. ساخت و ارسال مستند‌های تصویری کوچکترین کتابخانه کشور برای رسانه‌های جمعی از جمله صدا و سیما.
5. انجام فعالیت‌های انتشاراتی به صورت منابع اطلاعاتی، ترویجی، بروشور و غیره.
6. همکاری مستمر با نهادهای دولتی و غیردولتی به خصوص سازمان‌های غیردولتی مرتبط با کتاب و کتاب خوانی و رسانه‌ها.

## وبسایت کتابخانه
در اول فروردین ماه ۱۳۹۱، وب سایت رسمی کتابخانه فاطمه‌ها آغاز به کار کرد. معرفی کتابخانه روستایی فاطمه‌ها، ترویج فرهنگ کتابخوانی در بین کودکان و نوجوانان، تلاش برای افزایش تعداد کتابخانه‌های روستایی و دریافت کتب اهدایی از طرف اشخاص حقیقی و حقوقی، اصلی‌ترین تمرکز این وب سایت به شمار می‌رود. جهت مشاهده و استفاده از این وب سایت به آدرس www.fatemeha.ir مراجعه نمائید. عضویت افتخاری، گالری عکس، نوشتن یادگاری، اهدا کتاب و… از امکانات این وب سایت است.

## حضور شخصیتهای برجسته در محل کتابخانه
خبرنگار سرشناس گروه ورزش شبکه سه و همچنین مدیر تولید بسیاری از برنامه‌های تلویزیونی از جمله مختار نامه دو روز از تعطیلات عید را در کنار فاطمه‌ها و کتابخانه شان سپری کرد.
محمدی پور عضو کتابخانه فاطمه‌ها شد و دو کتاب امانت گرفت. یکی از آن‌ها را یک روزه پس داد و دیگری را با خود به تهران برد تا در فرصت مناسبی آن را به کتابخانه برگرداند. کتابی که این عزیز در کوچکترین کتابخانه کشور توانست امانت بگیرد به گفته خود ایشان سال‌ها به دنبالش بوده!

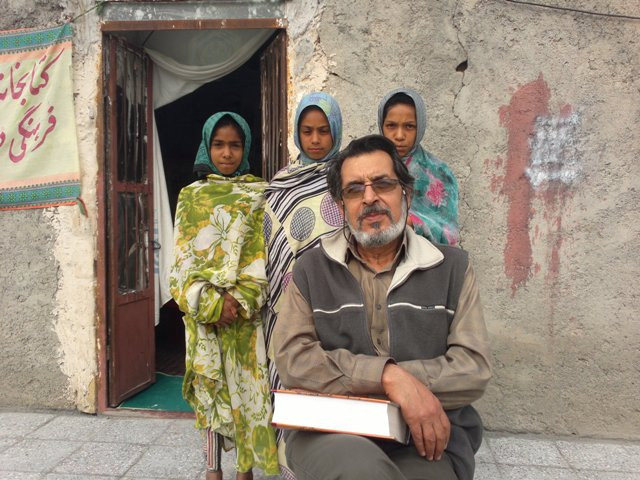
مهدی محمدپور، مدیرتولید سینما و تلویزیون
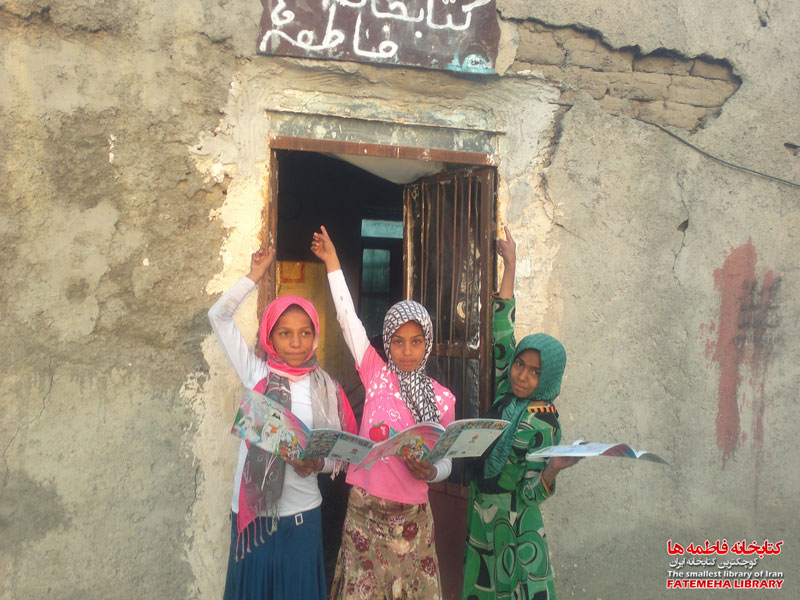
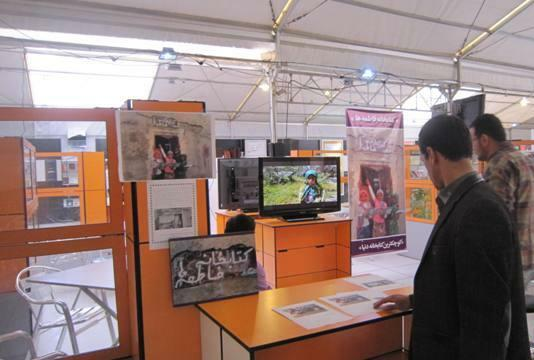